# Imperial Crown
Der Imperial Crown war eine Baureihe der zum Chrysler-Konzern gehörenden US-amerikanischen Automobilmarke Imperial. Sie wurde von 1957 bis 1970 in vier Modellgenerationen angeboten und stellte anfänglich das mittlere, ab 1964 dann das Einstiegsmodell der Oberklassemarke dar.

## Hintergrund
Zu Beginn der 1950er-Jahre war der Chrysler-Konzern viergleisig aufgestellt. Im gehobenen Marktsegment trat der Konzern mit der Marke Chrysler an, darunter waren die Marken Dodge, DeSoto und Plymouth positioniert. Anders als General Motors und Ford hatte Chrysler zu dieser Zeit keine eigenständige Marke in der Oberklasse. Dieses Segment wurde stattdessen mit hochwertig ausgestatteten Varianten der Chrysler-Fahrzeuge bedient, die unter der seit 1926 verwendeten Modellbezeichnung Chrysler Imperial verkauft wurden. Die Zugehörigkeit dieser Modelle zum Massenhersteller Chrysler wirkte sich verkaufshindernd aus, weil dem Namen Chrysler weniger Strahlkraft beigemessen wurde als etwa Cadillac oder Lincoln. Deshalb machte Chrysler ab 1955 Imperial zu einer eigenständigen fünften Marke im Konzern. In der ersten Modellgeneration trat Imperial mit Einheitsmodellen an; die Fahrzeuge hießen 1955 und 1956 lediglich Imperial Coupé und Imperial Sedan.
Mit dem Wechsel zur zweiten Modellgeneration diversifizierte Imperial die Modellpalette nominell. Ab 1957 enthielt das Programm drei verschiedene Baureihen. Der Imperial Custom war das Basismodell, das zum niedrigsten Preis angeboten wurde. Das mittlere Modell war der Crown, und die Spitzenversion trug die Bezeichnung Imperial LeBaron. Bei den werksinternen Codes, die jährlich wechselten, kennzeichnete ab 1958 der Zusatz „M“ (für „Medium“) die Crown-Baureihe; im ersten Modelljahr wurde die Ziffer 1 als Differenzierungskriterium verwendet. Die Modellbezeichnung gab insoweit zur Verwirrung Anlass, als die Marke ab 1957 eine verlängerte und sehr teure Repräsentationslimousine unter der ähnlichen Bezeichnung Crown Imperial anbot.
Alle Imperial-Baureihen waren äußerlich und technisch weitestgehend identisch. Sie unterschieden sich lediglich durch die Ausstattung und in einzelnen Jahrgängen auch durch Stylingdetails.

## Modellgeschichte

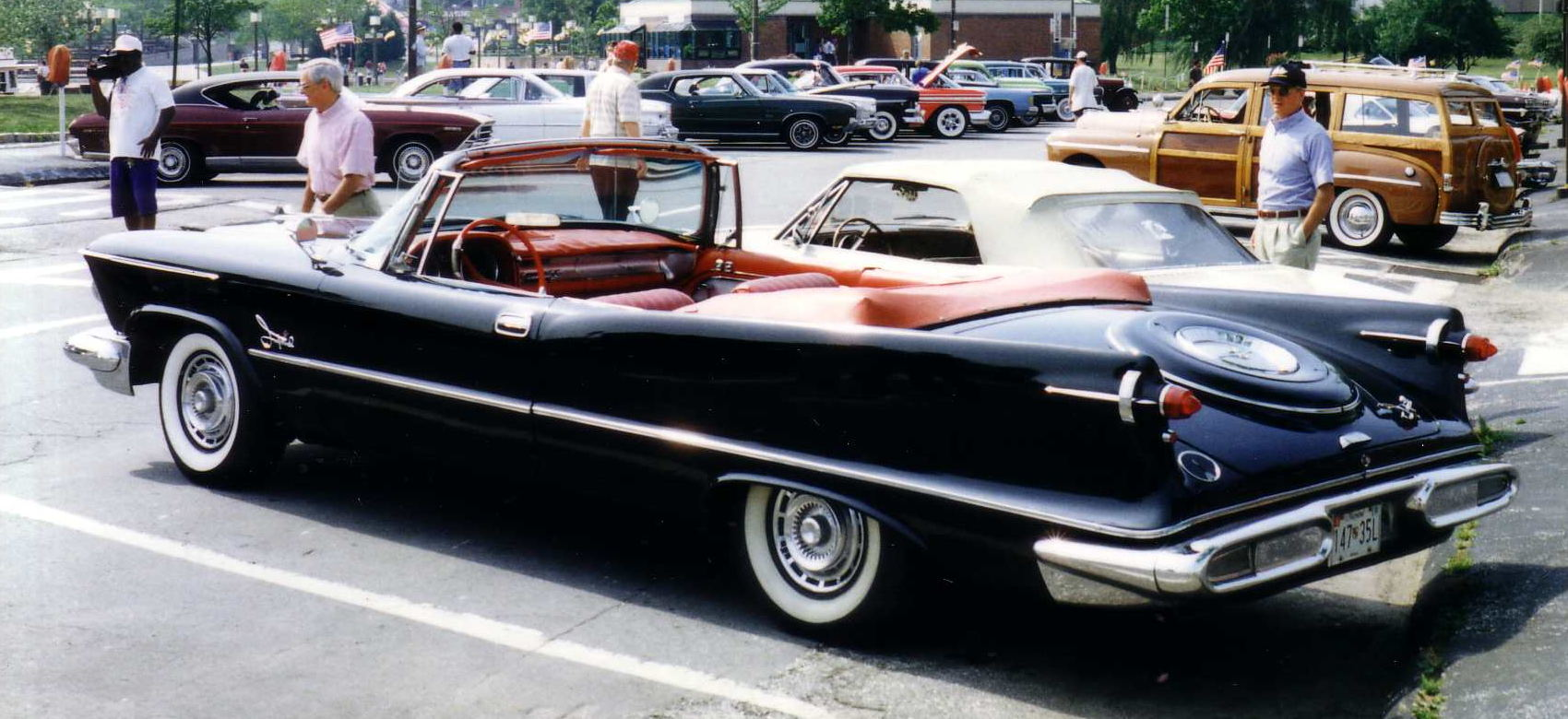
Imperial Crown Convertible (1959)

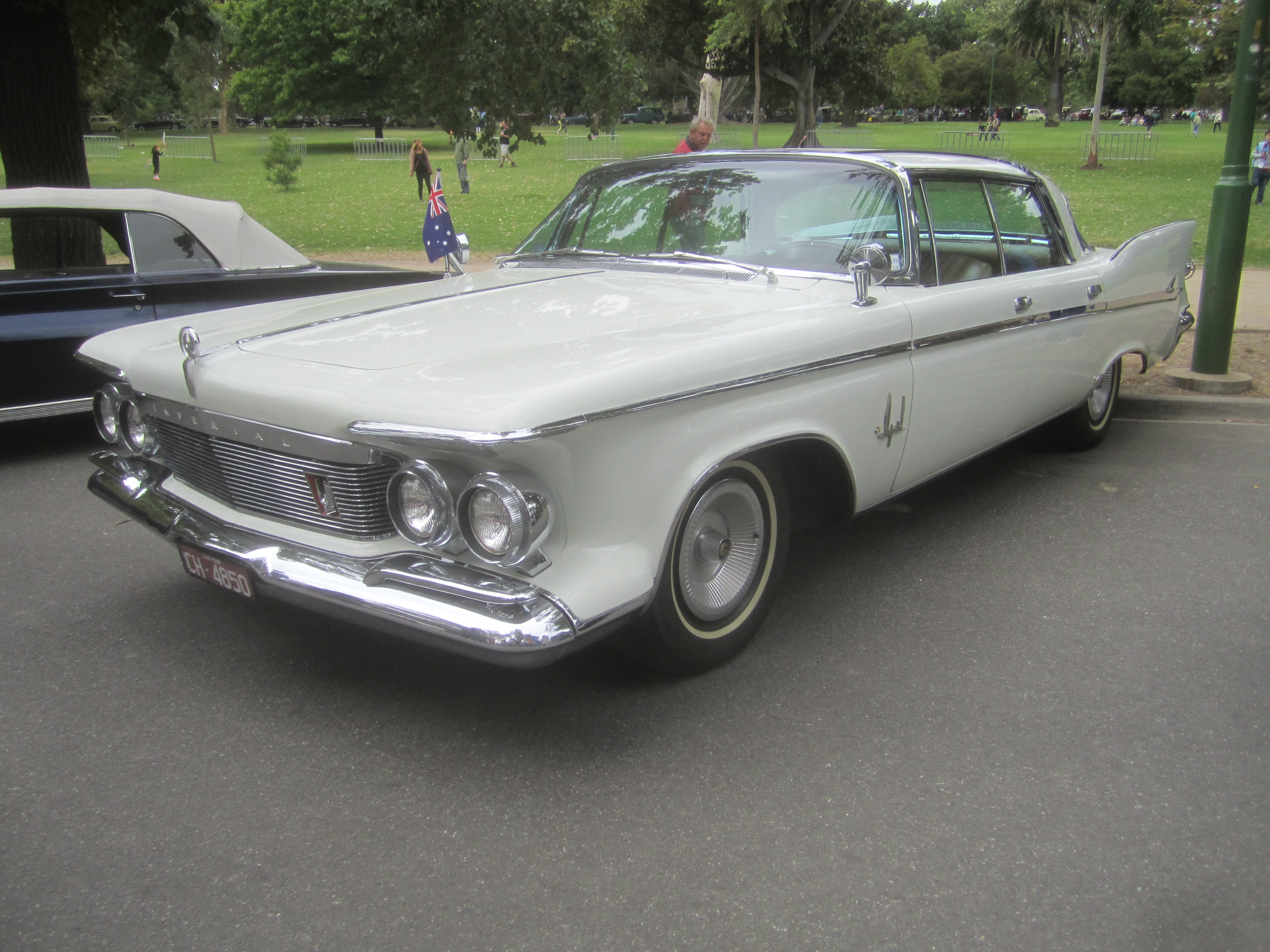
Imperial Crown Southampton Hardtop Sedan (1961)

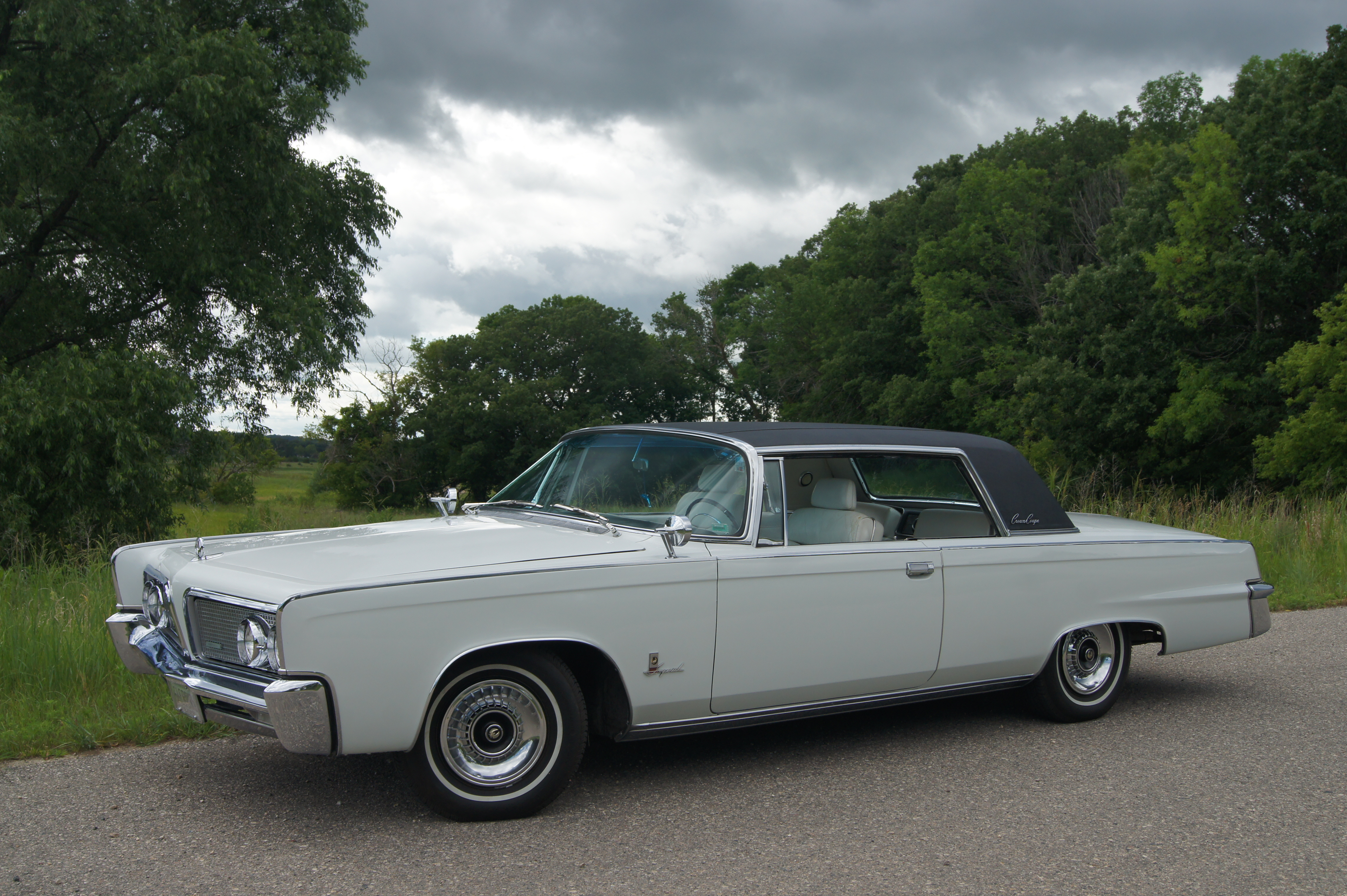
Imperial Crown Coupé (1964)

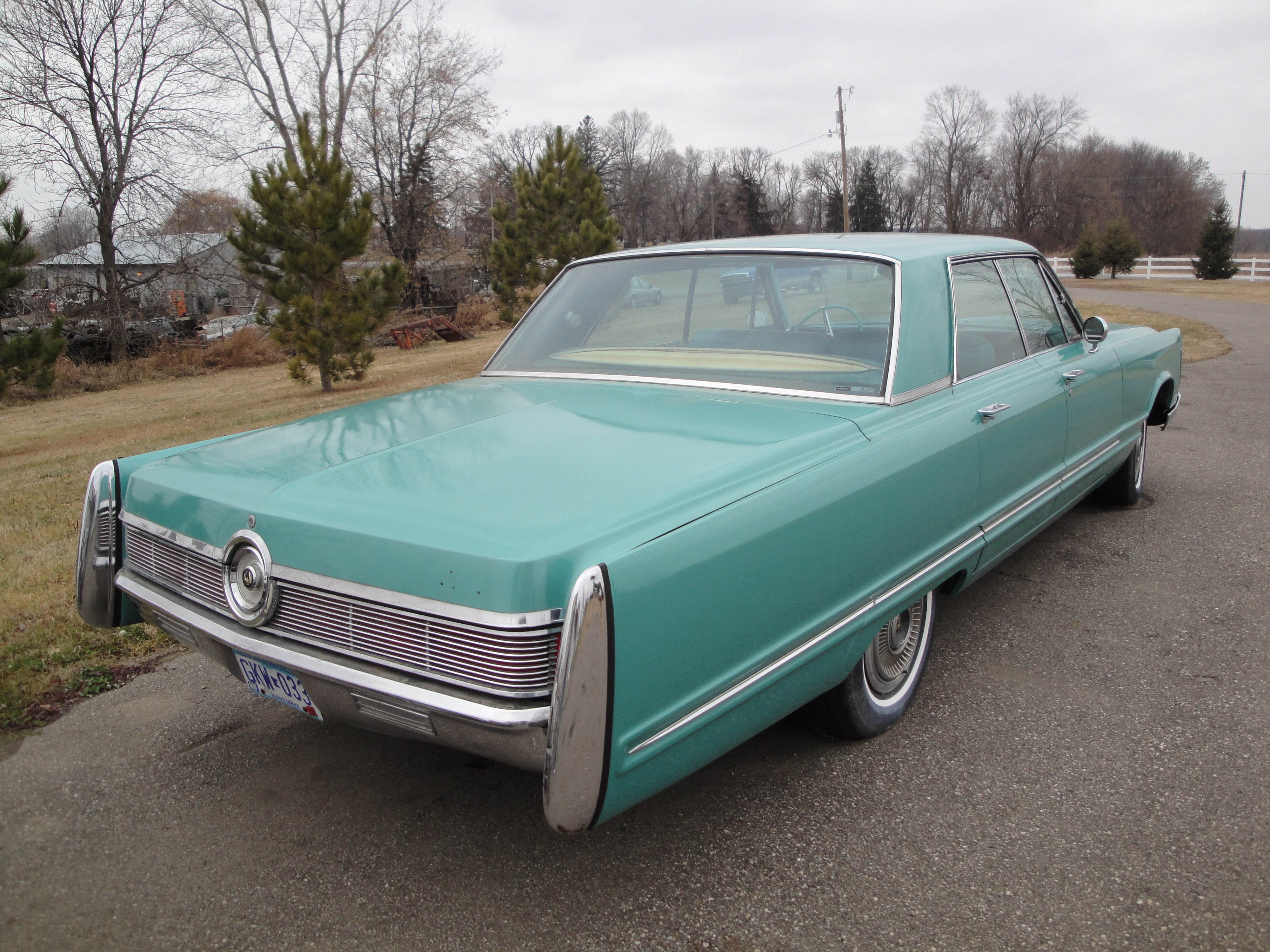
Imperial Crown Sedan (1967)

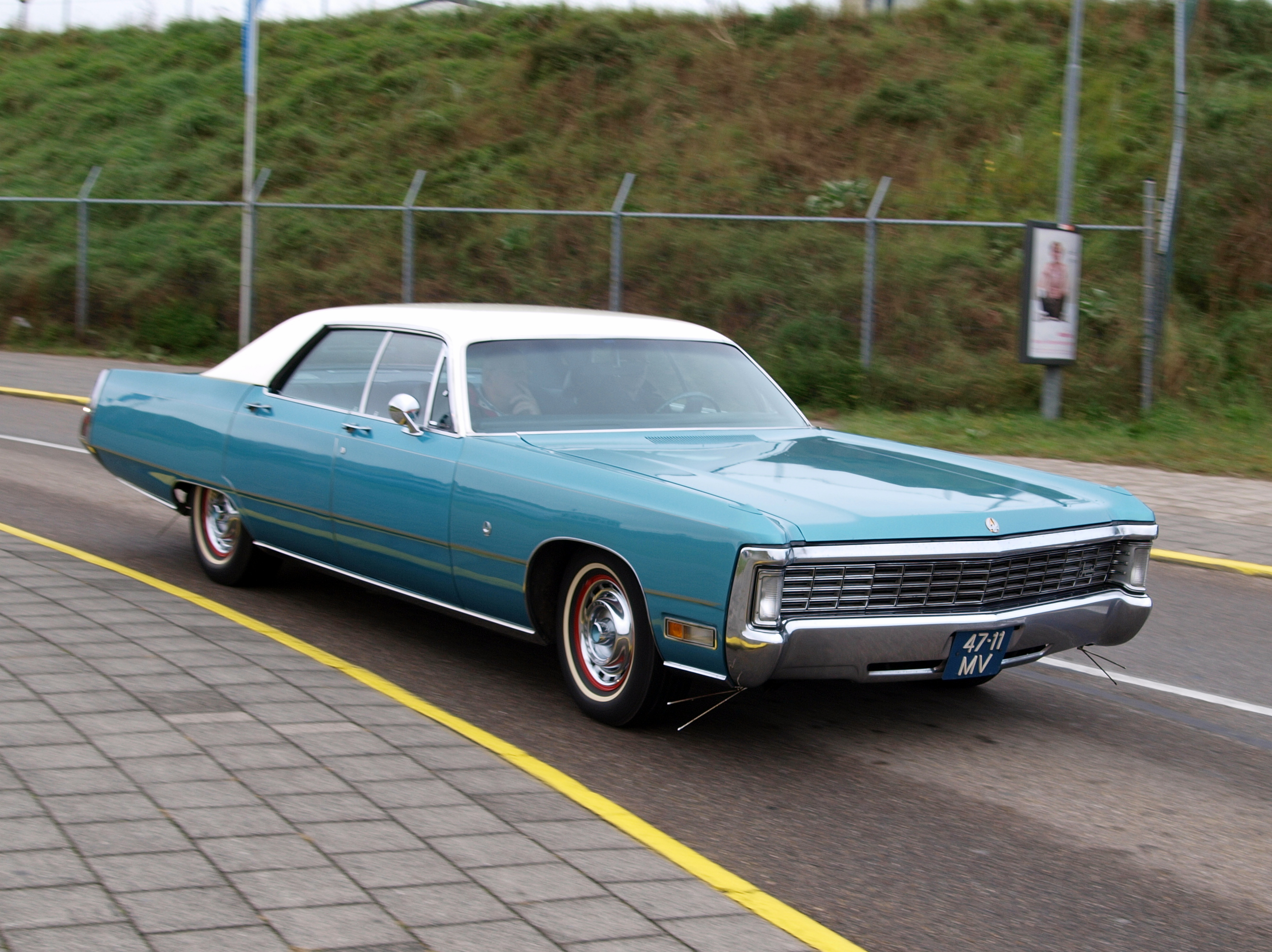
Imperial Crown Sedan (1970)

### Modellgenerationen
Imperial bot die Modellreihe Crown in vier Generationen an:
- 1957 bis 1963: Die zweite Generation der Marke war die erste, in der die Baureihe Crown erschien.[Anm. 1]
- dritte Generation (1964 bis 1966)
- vierte Generation (1967 bis 1968)
- fünfte Generation (1969).

1970 entfiel die Crown-Linie; von nun an war der LeBaron Imperials einzige Baureihe.

### Fahrwerk
Technisch basierten die Imperial-Modelle der zweiten Generation (1957 bis 1963) und der dritten Generation (1964 bis 1966) auf einem  „gewöhnlichen“ Kastenrahmen, mit dem die Karosserie verschraubt war. Er war bis 1959 mit der Konstruktion identisch, die Chrysler auch für die Full-Size-Modelle der anderen Konzernmarken verwendete. Als Chrysler 1960 seine größten Modelle konzernweit auf eine selbsttragende Karosserie umstellte, behielt Imperial als Spitzenmarke den bisherigen Rahmen bei; er wurde auch mit Einführung der dritten Imperial-Generation nicht aufgegeben. Erst zum Modelljahr 1967 stellte auch Imperial auf eine selbsttragende Karosserie um.

### Antrieb
Als Antrieb dienten die jeweils größten Achtzylindermotor des Chrysler-Konzerns mit 6.423 cm³ (392 Kubikzoll) Hubraum und 325 Netto-PS (SAE) (1957 und 1958) bzw. 6.767 cm³ (413 Kubikzoll) mit 340 bis 350 Netto-PS (SAE) (ab 1959). Zum Modelljahr 1966 erschien schließlich ein auf 7.210 cm³ (440 Kubikzoll) vergrößerter Achtzylindermotor, der bis zur Einstellung der Marke 1975 Standardantrieb aller Imperial-Modelle war.

### Design und Karosserieformen
Zu den Besonderheiten des Imperial Crown gehörte das Cabriolet, das von 1957 bis 1969 allein bei dieser Reihe neben den viertürigen Limousinen und den Coupés auch ein Cabriolet angeboten wurde. Die offene Version konkurrierte mit dem Cadillac Eldorado. In den ersten Jahren war es etwa 1.500 US-$ günstiger als der Eldorado; in den 1960er-Jahren näherten sich die Preise allerdings bis auf wenige Hundert Dollar einander an. Mit der Einführung des ersten frontgetriebenen Eldorado zum Modelljahr 1967 verlor das Imperial Crown Cabriolet seinen direkten Konkurrenten.
Die geschlossenen Zweitürer waren ausschließlich als Hardtop-Coupés ohne B-Säule erhältlich. Die viertürigen Limousinen gab es durchgängig ebenfalls als Hardtop-Versionen ohne Mittelpfosten. Von 1957 bis 1959 und von 1967 bis 1969 wurden alternativ auch viertürige Sedans mit fest stehender B-Säule angeboten. Sie verkauften sich allerdings jeweils weniger gut als die Hardtop-Versionen.
Stilistisch basierten die Karosserien der Jahre 1957 bis 1963 auf dem von Virgil Exner entworfenen Forward Look. Sie hatte anfänglich sehr schlichte Linien, galt nach zwei Überarbeitungen 1959 aber bereits als „überdekoriert“ und entwickelten ab 1961 – je nach Quelle – klassische oder veraltet wirkende Formen. Mit der dritten Imperial-Generation, die zum Modelljahr 1964 erschien, gab es eine neue Karosserie, die Elwood Engel gestaltet hatte. Sie hatte „nüchterne Linien“ und orientierte sich an dem ebenfalls von Engel entworfenen Lincoln Continental, der 1961 mit einem Designpreis ausgezeichnet worden war. In der Modellgeneration 1964 bis 1966 hatten die Imperials erstmals eine eigenständige Karosserie, die keine Gleichteile mit den anderen Modellen des Chrysler-Konzerns hatten. Mit dem Modellwechsel 1967 kehrte Imperial wieder zu Karosserien zurück, die den übrigen Chrysler-Modellen entsprachen. Das galt auch für die 1969 eingeführte fünfte Generation, in der das Karosseriedesign des Imperial Crown dem sogenannten Fuselage Design folgte.

### Ausstattungsdetails
Die Serienausstattung des Crown war umfangreicher als die des Custom. Die Unterschiede variierten von Jahr zu Jahr. Im Modelljahr 1961 bot der Crown abweichend vom Custom serienmäßig elektrisch verstellbare Sitze und elektrische Fensterheber, einen beleuchteten Schminkspiegel und höherwertige Teppiche im Innen- und im Kofferraum, im Modelljahr 1963 gehörten die Klimaanlage, drei Heizungen sowie ein Tempomat zum Serienumfang.

### Entwicklung des Crown
In der Modellgeneration von 1957 bis 1963 war der Crown das mittlere Modell der Imperial-Familie. Preislich lagen die Crown etwa 500 US-$ über den Modellen der Custom-Linie und 1.000 US-$ unter den als LeBaron verkauften Spitzenmodellen. Ende 1963 stellte Imperial das Custom genannte Basismodell ein. Ab 1964 war damit der Crown Imperials Einstiegsmodell. Der Preisabstand zum LeBaron verringerte sich im Laufe der Jahre nur geringfügig. Der Crown war zugleich die einzige Baureihe, die alle Karosserieversionen der Marke anbot.
1957 kostete ein Crown Southampton Hardtop Sedan 5.406 US-$. Ein Cadillac Series 62 Sedan lag im gleichen Jahr bei 4.705 US-$. Selbst ein Sedan DeVille, der äußerlich überarbeitet und hochwertig ausgestattet war, war noch 200 US-$ günstiger als ein Imperial. Mitte der 1960er-Jahre glichen sich allerdings die Preise von Imperial und Cadillac weitgehend an. 1964 etwa kostete ein Crown Sedan 5.581 US-$, ein Cadillac Sedan DeVille hingegen 5.665 US-$. In seinem letzten Produktionsjahr hatte ein Crown ungefähr den gleichen Preis wie Cadillacs Einstiegsmodell Calais.

## Produktion
| Produktionszahlen           | Produktionszahlen | Produktionszahlen   | Produktionszahlen   | Produktionszahlen   | Produktionszahlen     | Produktionszahlen   | Produktionszahlen   |
| Generation                  | Modelljahr        | Werkscode           | Crown Hardtop Coupé | Crown Hardtop Sedan | Crown Four Door Sedan | Crown Cabriolet     | Summe               |
| --------------------------- | ----------------- | ------------------- | ------------------- | ------------------- | --------------------- | ------------------- | ------------------- |
| Erste Generation 1955–1956  | 1955–1956         | kein Imperial Crown | kein Imperial Crown | kein Imperial Crown | kein Imperial Crown   | kein Imperial Crown | kein Imperial Crown |
| Zweite Generation 1957–1963 | 1957              | IM1-2               | 4199                | 7843                | 3642                  | 1167                | 16851               |
| Zweite Generation 1957–1963 | 1958              | LY1-M               | 1939                | 4146                | 1240                  | 675                 | 8000                |
| Zweite Generation 1957–1963 | 1959              | MY1-M               | 1728                | 4714                | 1335                  | 555                 | 8332                |
| Zweite Generation 1957–1963 | 1960              | PY1-M               | 1594                | 4510                | 1594                  | 618                 | 8316                |
| Zweite Generation 1957–1963 | 1961              | RY1-M               | 1007                | 4769                | –                     | 429                 | 6205                |
| Zweite Generation 1957–1963 | 1962              | SY1-M               | 1010                | 6911                | –                     | 554                 | 8475                |
| Zweite Generation 1957–1963 | 1963              | TY1-M               | 1067                | 6960                | –                     | 531                 | 8558                |
| Dritte Generation 1964–1966 | 1964              | VY1-M               | 5233                | 14181               |                       | 922                 | 20336               |
| Dritte Generation 1964–1966 | 1965              | AY1-M               | 3974                | 11628               | –                     | 633                 | 16235               |
| Dritte Generation 1964–1966 | 1966              | BY3-M               | 2373                | 8977                | –                     | 514                 | 11864               |
| Vierte Generation 1967–1968 | 1967              | CY1-M               | 3235                | 9415                | 2193                  | 577                 | 15420               |
| Vierte Generation 1967–1968 | 1968              | YM                  | 2656                | 8492                | 1887                  | 474                 | 13509               |
| Fünfte Generation 1969–1973 | 1969              | YL                  | 224                 | 823                 | 1617                  | –                   | 2664                |
| Fünfte Generation 1969–1973 | 1970              | YL                  | 254                 | 1333                | –                     | –                   | 1587                |
| Fünfte Generation 1969–1973 | 1971–1973         | kein Imperial Crown | kein Imperial Crown | kein Imperial Crown | kein Imperial Crown   | kein Imperial Crown | kein Imperial Crown |